# Micropholis spectabilis
Micropholis spectabilis là một loài thực vật thuộc họ Sapotaceae. Đây là loài đặc hữu của Venezuela.